# Chlorochaeta commodota
Chlorochaeta commodota là một loài bướm đêm trong họ Geometridae.